# Borboropora sulcifrons
Borboropora sulcifrons är en skalbaggsart som först beskrevs av Thomas Casey 1893.  Borboropora sulcifrons ingår i släktet Borboropora och familjen kortvingar. Inga underarter finns listade i Catalogue of Life.